# União das Freguesias de Silva e Águas Vivas
Die União das Freguesias de Silva e Águas Vivas ist eine portugiesische Gemeinde (Freguesia) im Kreis (Concelho) Miranda do Douro, Distrikt Bragança, im Nordosten Portugals.

## Geschichte
Die Gemeinde entstand im Zuge der Gebietsreform vom 29. September 2013 durch die Zusammenlegung der ehemaligen Gemeinden Silva und Águas Vivas.
Silva wurde Sitz der neuen Verwaltung.

## Demographie
| Freguesia | Freguesia           | Freguesia | Freguesia       | ehemalige Freguesias | ehemalige Freguesias | ehemalige Freguesias | ehemalige Freguesias |
| --------- | ------------------- | --------- | --------------- | -------------------- | -------------------- | -------------------- | -------------------- |
| Wappen    | Freguesia           | Einwohner | Fläche in (km²) | Wappen               | Freguesia            | Einwohner            | Fläche in (km²)      |
|           | Silva e Águas Vivas | 330       | 40,61           |                      | Silva                | 237                  | 31,01                |
|           | Silva e Águas Vivas | 330       | 40,61           | Águas Vivas          | 163                  | 9,6                  |                      |